# Ricomero
Flávio Ricomero (em latim: Flavius Richomeres; m. 393) foi um militar romano pagão de origem franca do século IV que esteve ativo durante o reinado dos imperadores Valente (r. 364–378), Graciano (r. 367–383) e Teodósio I (r. 378–395).

## Vida

### Biografia
Ricomero aparece pela primeira vez em 377, quando era conde dos domésticos no Ocidente sob o imperador Graciano e foi transferido da Gália à Trácia como comandante de uma força obtida do interior da guarda palatina do imperador. Sua missão era auxiliar Frigérido (outro general ocidental) e os generais orientais de Valente na guerra em curso contra os tervíngios de Fritigerno. Ao se reunir com Frigérido, Trajano e Profuturo no Oriente, os generais concordaram que ele tomaria o controle das forças conjuntas. Os godos deslocaram-se para o norte da cordilheira dos Bálcãs e os romanos os perseguiram. Em um lugar chamado "dos Salgueiros"[a], uma sangrenta luta foi travada. A batalha concluiu-se com pesadas baixas para ambos os lados.
No outono de 377, Ricomero foi reconvocado à Gália. Em 388, foi novamente enviado à Trácia e encontrou-se com Valente nas imediações de Adrianópolis. Ele entregou uma carta ao monarca na qual afirmava que Graciano estava a caminho com reforços para combater os godos. Nessa ocasião, Quando o rei Fritigerno exigiu reféns para garantir o continuar das negociações, Ricomero se ofereceu a servir como refém, pois, de acordo com Amiano Marcelino, achava tal ato bom e digno para um homem corajoso. Antes dos reféns serem trocados, contudo, os exércitos começaram a lutar. Em meio ao caos no campo de batalha, Ricomero, Sebastiano e Vitor conseguiram escapar, enquanto o exército romano foi em grande parte destruído e muitos oficiais caíram, incluindo Valente.
Ricomero desaparece das fontes até 383, quando é citado como mestre dos soldados do Oriente. Neste ano, passou por Antioquia e tornou-se amigo do sofista Libânio que lhe dedicou um panegírico. Sua estadia, contudo, foi breve, pois logo dirigiu-se para Constantinopla onde pretendia conseguir sua nomeação para o consulado do ano seguinte e para tal convidou Libânio. Segundo as Orações de Temístio, Ricomero esperava suceder Saturnino no consulado. Em 384, foi nomeado cônsul anterior com o prefeito urbano constantinopolitano Clearco e em 385 enviou um presente consular para Símaco.
Entre 388-393, exerceu a função de conde e mestre de ambos os exércitos. Em 388, Arbogasto, Promoto, Timásio e ele foram enviados por Teodósio I para combater Magno Máximo (r. 383–388). No final de 389, encontrou-se com Símaco em Roma e segundo a Epístola III.55 a ele foi recomendado Flaviano. Por esta mesma época, Ricomero aparece recomendando o retórico Eugênio para seu sobrinho Arbogasto. Segundo a Epístola 972 de Libânio, esteve na Itália em 390 e foi destinatário da lei VII.1.13 de 27 de maio de 391 na qual é estilizado como "conde e mestre dos dois exércitos". Aparentemente esteve de volta no Oriente em 391. Em 393, foi nomeado como comandante da cavalaria contra Eugênio, mas faleceu antes da campanha ser realizada.

### Família
Ricomero era tio de Arbogasto. Aparentemente pode ser identificado com um indivíduo chamado Ricímero que foi casado com Ancila e com quem teve o rei franco Teodemiro,  um possível ancestral dos merovíngios segundo evidências tardias (ca. 660) contidas na Crônica de Fredegário. A existência de Ricímero, patrício romano de origem visigótica ativo no século V, levou a alguns autores sugerirem que uma hipotética filha de Ricomero casou-se com o rei visigótico Vália, o avô materno de Ricímero.

## Avaliação
Ricomero foi o destinatário da Epístola III.54-69 de Símaco, bem como das Epístolas 866 (ca. 388), 972 (ca. 390), 1007 (ca. 391) e 1024 (ca. 392). Nestas últimas, é louvado por Libânio por seus sucessos militares e o autor faz alusão à amizade deles quando Ricomero esteve em Antioquia.